# Inte flera mord
Inte flera mord (en inglés: Crimes of Passion: No More Murders) es una película sueca estrenada el 4 de septiembre de 2013 dirigida por Peter Schildt.
La película es la tercera entrega de la franquicia de la serie de películas Crimes of Passion.
Basadas en las novelas de crimen de la autora sueca Dagmar Lange, más conocida como Maria Lang.

## Historia
Los recién casados Eje y Puck llegan a Skoga para pasar tres semanas de vacaciones y con ellos se llevan a Thotmes III, el gato del profesor de egiptología Johannes Ekstedt, el padre de Puck y a Hulda, la competente ama de llaves de la hermana de Einar, sin embargo después de la primera noche la tranquilidad se acaba cuando descubren el cuerpo del joven Tommy Holt, apuñalado con una daga en su jardín. Pronto el jefe del equipo nacional de investigación de homicidios Christer Wijk toma el caso de la policía local y comienza la investigación, cuando descubre una conexión entre el hombre asesinado y el caso reciente del asesinato de Britt Andersson en Sundbyberg.
Christer y Puck comienzan a interrogar a los vecinos, pero todos niegan saber algo sobre Tommy y la razón por la cual regresó a Skoga. Después de un tiempo de silencio, la policía descubre que varios de los vecinos vieron a Tommy el día de su asesinato.
Mientras investigan descubren que 3 años atrás Tommy se había ido por una razón que nadie estaba dispuesto a revelar. Poco después de que Eje se reencontrará con su vieja amiga, Lou Mattson, quien ahora estaba casada con Yvgne Mattson, el hermano de la exitosa autora Elisabet Mattson, alguien trata de matar a Elisabet.
Más tarde el padre de Tommy, el coronel Wilhelm Holt admite que Tommy nació fuera del matrimonio y que la verdadera de Tommy, era Britt Andersson, pero que a su esposa Margit Holt le había dicho que la mujer había muerto durante el parto. 
Cuando Eje y Puck se encuentran con las hermanas Livia y Olivia Petrén, ellas le revelan que habían visto a Tommy discutiendo con su padre, a pesar de que Whilhelm había dicho que no lo había visto. Poco después Puck ve a Agneta, la hermana de Tommy discutiendo con Borje Sundin, un empleado de la familia. 
Mientras tanto Christer habla con un colega sobre la posibilidad de que Yngve estuviera en la casa la noche del asesinato, pero una mesera los interrumpe y les dice que él lo había visto borracho en el restaurante esa noche y se fue hasta la hora del cierre. Durante una fiesta en la casa de los Mattson, Christer acompaña a Lou a su habitación después de verla llorar, pero cuando Borje le dice que él había visto a Tommy en la casa, Lou es llevada a la estación de policía para ser interrogada.
Mientras continúan investigando Christer y Puck encuentran la chaqueta que Tommy estaba usando el día de su asesinato en el agua y cuando llegan a una cabaña descubren que Agneta y  Borje teniendo relaciones. Finalmente Agneta les revela que 3 años atrás, Tommy los había descubierto en una situación similar y les había advertido que Margit estaba en camino y nunca aceptaría que su hija estuviera con un empleado. Sin embargo cuando Margit había llegado, Tommy había decidido proteger a Borje, quien se había escondido, por lo que Margit al ver a Agneta casi desnuda había creído que ella y Tommy tenían una relación incestuosa.
Por otro lado cuando Borje lleva los víveres a la casa de Elisabet no encuentra a nadie pero descubre una carta en donde escribe que no aguantaba más, mientras Christer investiga descubre una caja que contiene la foto de Britt, también descubre que Yngve estaba en bancarrota y le estaba sacando dinero a su hermana.
En la estación Lou le dice a la policía que cuando Yngve se iba de viaje por negocios ella y Tommy tenían relaciones, y que la noche del crimen después de haberse acostado con él, había salido con unas amigas y de regreso se había topado con su cuerpo y que poco después había visto a su esposo borracho tirado en la sala y con sangre en su camiseta. 
Cuando Christer regresa a casa de Elisabet descubre que en su testamento le había dejado toda su herencia a Tommy, después de presenciar una discusión entre Margarit y su esposo Christer descubre que en realidad Elisabet era la madre biológica de Tommy, quien luego de descubrir que estaba embarazada había decidió irse a Estocolmo, en donde había conocido a Britt. Cuando dio a luz usó su nombre y cuando Tommy la encontró Britt le reveló la verdad y decidió chantajear a su padre. Puck les dice a los padre de Tommy que él nunca tuvo una aventura con Agneta.
Finalmente se revela que Margit había cometido los dos asesinatos, a Tommy lo había matado luego de discutir con él sobre su madre biológica y a Britt porque creía que ella era la mujer con la que Wilhelm la había engañado. Al final Christer recoge a Lou y tienen relaciones.

## Personajes

### Personajes principales
| Actor          | Personaje        | Ocupación                     |
| -------------- | ---------------- | ----------------------------- |
| Tuva Novotny   | Puck Ekstedt     | Asistente de Christer         |
| Linus Wahlgren | Einar "Eje" Bure | Historiador                   |
| Ola Rapace     | Christer Wijk    | Superintendente de la Policía |

### Personajes secundarios
| Actor                | Personaje        | Ocupación                         |
| -------------------- | ---------------- | --------------------------------- |
| Karl Linnertorp      | Tommy Holt       | -                                 |
| Maria Kulle          | Margit Holt      | Madre Adoptiva de Tommy           |
| Niklas Falk          | Wilhelm Holt     | Coronel / Padre de Tommy          |
| Martin Eliasson      | Börje Sundin     | Personal de los Holt              |
| Julia Sporre         | Agneta Mattson   | Hermana de Tommy                  |
| Alexandra Zetterberg | Elisabet Mattson | Madre Biológica de Tommy / Autora |
| Mats Blomgren        | Yngve Mattson    | Hermano de Elisabet               |
| Sara Jangfeldt       | Lou Mattson      | Esposa de Yngve                   |
| Fredrik Dolk         | Leo Berggren     | -                                 |
| Anna Wallander       | Britt Andersson  | -                                 |
| Annika Hallin        | Maggan           | -                                 |
| Ylva Ekblad          | Livia Petrén     | -                                 |
| Stina Ekblad         | Olivia Petrén    | -                                 |
| Lottie Ejebrant      | Hulda            | Ama de Llaves de Eje y Puck       |
| Thomas Oredsson      | -                | Camarero                          |

## Producción
La tercera película fue dirigida por Peter Schildt, escrita por Jonna Bolin-Cullberg y Charlotte Orwin (en el guion).
Producida por Renée Axö y Cecilia Norman, junto al coproductor Åsa Sjöberg en apoyo con los productores ejecutivos Jessica Ericstam, Johan Mardell, Josefine Tengblad. 
La música nuevamente estuvo en manos de los compositores Karl Frid y Pär Frid, mientras que la cinematografía Rolf Lindström y la edición fue realizada por Malin Lindström y Tomas Täng.
La película fue filmada en Nora, provincia de Örebro en Suecia y estrenada el 4 de septiembre de 2013 en Suecia con una duración de 1 hora con 30 minutos.
La película contó con la compañía de producción "Pampas Produktion", otras compañías involucradas fueron "Fido Film AB", "Auto Biluthyrning", "Cinepost Studios", "Ljud & Bildmedia", "Pulmenti AB", "If Skadeförsäkring AB".
En 2013 fue distribuida por "Svensk Filmindustri (SF)" en DVD y por "TV4 Sweden" en la televisión de Suecia y en 2014 por "Yleisradio (YLE)" a través de la televisión y por "SF Film Finland (2014)" en Blu-ray DVD en Finlandia. 

### Emisión en otros países
| País      | Título                                                    | Fecha de estreno                                 |
| --------- | --------------------------------------------------------- | ------------------------------------------------ |
| España    | Crimes of Passion: No más asesinatos                      | -                                                |
| Finlandia | Maria Lang: Ei enää murhia Ei enää murhia (título de DVD) | 14 de febrero de 2014 (estreno en DVD y Blu-ray) |